# Lo sappiamo entrambi
Lo sappiamo entrambi è un singolo del cantante italiano Riki, pubblicato il 5 febbraio 2020 come secondo estratto dal secondo album in studio Popclub.

## Descrizione
Attraverso questo brano il cantante si è presentato al Festival di Sanremo 2020, segnando la sua prima partecipazione alla kermesse musicale.

## Classifiche
| Classifica (2020) | Posizione massima |
| ----------------- | ----------------- |
| Italia            | 47                |